# Koi wa deep ni
Koi wa deep ni (목표가 생겼다?) è una serie televisiva giapponese del 2021.

## Trama
Mio Nagisa è una ragazza dal carattere allegro che però nasconde a tutti il proprio passato, e che sembra avere un forte legame con il mare e ciò che lo riguarda; Rintaro Hasuda è invece il secondogenito di una famiglia facoltosa, considerato da tutti estremamente freddo ma in realtà desideroso d'affetto. Rintaro viene incaricato di costruire un grande albergo in riva al mare, ma Mio, sapendo che ciò avrebbe causato seri danni alla flora e alla fauna del luogo, cerca di fermarlo.